# Erich Kestin
Erich Kestin (* 25. Juni 1895 in Berlin; † 22. Mai 1969 ebenda) war ein deutscher Schauspieler und Synchronsprecher.

## Leben und Werk
Seine Schauspielausbildung erhielt er bei Anna Uhlig und war dann von 1914 bis 1918 als Kriegsfreiwilliger Teilnehmer am Ersten Weltkrieg. Nach Kriegsende stand er auf zahlreichen Berliner Bühnen.
Als Filmschauspieler war Erich Kestin vor allem in den 1930er-Jahren ein vielbeschäftigter Nebendarsteller, der in vielen namhaften Produktionen mitspielte. Zu seinen bekanntesten Filmen gehören Hokuspokus, Ihre Hoheit befiehlt, Krach im Hinterhaus und Gasparone. In den Kriegsjahren sah man ihn in Quax, der Bruchpilot und Germanin.
Nach dem Krieg wirkte Erich Kestin kaum mehr in einem Film mit. Er trat im Berliner RIAS zusammen mit Friedrich Steig als Komikerduo Schnorchel und Pinsel auf und wurde schließlich noch ein wichtiger Synchronsprecher, etwa als deutsche Stimme von John Qualen. Zudem war er in einer Reihe von  Walt-Disney-Zeichentrickfilmen zu hören, darunter als Schlange Kaa in Das Dschungelbuch (1967). 
1948–1969 wirkte er in 39 Hörspielen als Sprecher mit.
Erich Kestin verstarb am 22. Mai 1969 im Alter von 73 Jahren in seiner Geburtsstadt Berlin.

## Filmografie (Auswahl)
- 1930: Der Tiger
- 1930: Hokuspokus; Regie: Gustav Ucicky
- 1930: Ein Burschenlied aus Heidelberg
- 1930: Dolly macht Karriere
- 1931: Ihre Hoheit befiehlt
- 1931: Die Pranke
- 1933: Das häßliche Mädchen
- 1935: Krach im Hinterhaus
- 1936: Glückskinder
- 1936: Maria, die Magd
- 1937: Gasparone
- 1937: Und du mein Schatz fährst mit
- 1938: Diskretion – Ehrensache
- 1941: Quax, der Bruchpilot
- 1953: Der keusche Josef

### Synchron
- 1952: Alice im Wunderland
- 1953: Peter Pan
- 1956: Susi und Strolch
- 1962: Der Mann, der Liberty Valance erschoß
- 1964: Mary Poppins
- 1967: Das Dschungelbuch
- 1968: Spiel mir das Lied vom Tod

## Hörspiele (Auswahl)
- 1948: Hermann Turowski: Singe, Säge, singe – Regie: Hanns Farenburg (Berliner Rundfunk)
- 1950: Fritz Aeckerle, Bert Roth: Die Saga vom Glanz und Elend des Herrn Emil Kulicke (Otto) – Komposition: Olaf Bienert, Regie: Erich Köhler (NWDR)
- 1963: Thierry: Pension Spreewitz (Giselas Tauschgeschäfte, Folge 138, Erstsendung 8. Juni 1963) – Regie: Ivo Veit (RIAS Berlin)
- 1964: Alice Berend: Frau Hempels Tochter. Damals war’s – Geschichten aus dem alten Berlin (1. Möbelträger) (Geschichte Nr. 2 in 10 Folgen) – Regie: Ivo Veit (RIAS Berlin)
- 1965: Max Kretzer: Der Millionenbauer. Damals war's – Geschichten aus dem alten Berlin (Passant) (Geschichte Nr. 5 in 15 Folgen) – Regie: Ivo Veit (RIAS Berlin)
- 1967: August Heinrich Kober: Zirkus Renz. Damals war’s – Geschichten aus dem alten Berlin (ein Zirkusbesucher, der billigere Karten verlangt) (Geschichte Nr. 8 in 20 Folgen) – Regie: Ivo Veit (RIAS Berlin)